# Уголёк (мини-футбольный клуб)
«Уголёк»  — украинская мини-футбольная команда из Макеевки, участник чемпионата Украины по мини-футболу.
Команда возникла одной из первых в Донбассе (наряду с донецким «Донбассом» и красногоровским «Горняком») в середине 1990-х, в период популяризации мини-футбола в регионе. В 1994 году «Уголёк» занимает одиннадцатое место в Первой лиге, но уже через год завершает сезон на втором месте и получает право участия в высшей лиге страны.
Сезон 1995/96 «Уголёк» проводит в элитном дивизионе и завершает его на 11 месте из 14. Следующий сезон становится более успешным: в 1997 году «Уголёк» занимает девятое место в высшей лиге, а игрок макеевской команды Валерий Нифонтов становится третьим в списке бомбардиров, забив 38 мячей. Следующий сезон становится последним для макеевской команды: заняв предпоследнее, четырнадцатое место в чемпионате страны, она прекращает выступления в высшей лиге чемпионата Украины.
В сезоне 1996/1997 в составе «Уголька» выступали Валентин Бондарь, Василий Борисов, Андрей Бочаров, Андрей Брюханов, Сергей Буянов, Виктор Збаразский, Игорь Карасёв, Вадим Нестеренко, Валерий Нифонтов, Владимир Паранюшкин, Дмитрий Сабатович, Александр Степанов, Николай Тарасенко, Александр Ухов, Андрей Чернокозинский, Олег Шевченко и Николай Юрьев. Кроме этого, в «Угольке» выступал один из наиболее известных украинских мини-футболистов — Игорь Москвичёв. Тренер команды — Сергей Рафаилов, позже ставший спортивным директором футбольного клуба «Заря» (Луганск). Тренировки проходили в легкоатлетическом манеже на резиновом покрытии.